# Asmodeo

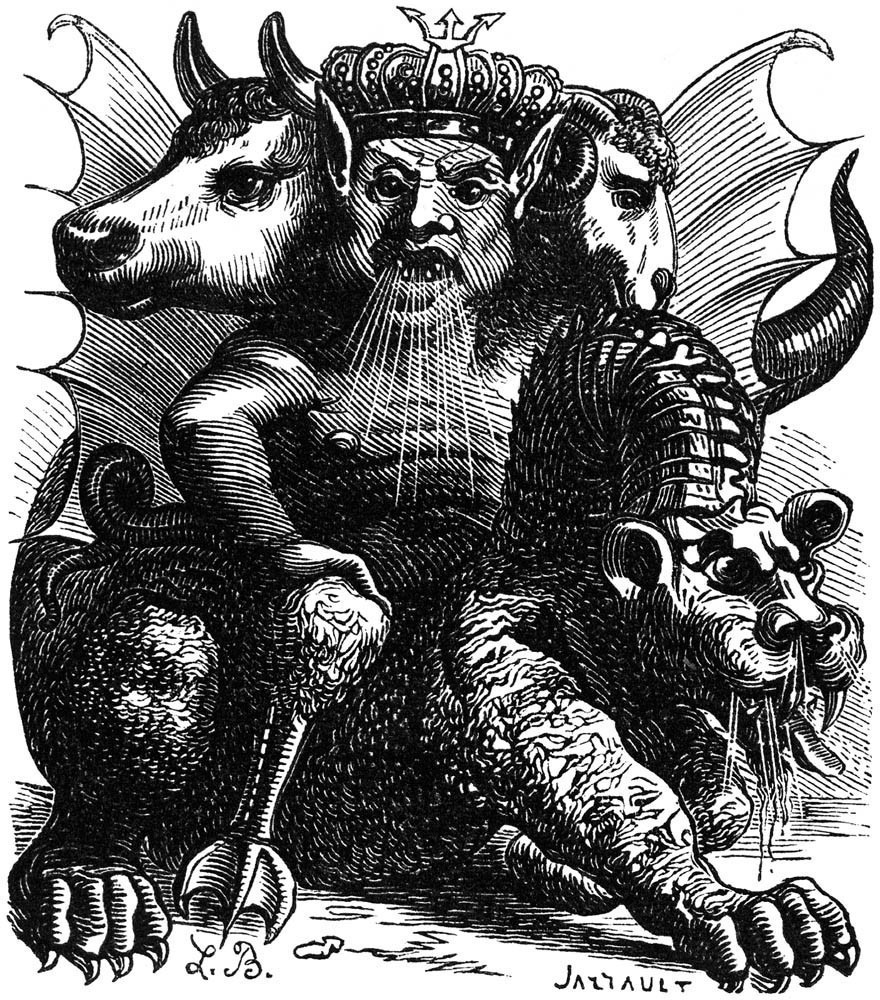
Asmodeo nel Dizionario infernale di Collin de Plancy

Asmodeo (AFI: /azmoˈdɛo/; in latino Asmodeus; in arabo Ashamādi; אשמדאי, Ashmedāi in ebraico, o anche Chamadāi, Sidonāi, lett.  "colui che fa perire e tortura e succhiava le vittime ; e in avestico Aēšma-Dēva, lett. "demonio irato") nella demonologia è un potente demone biblico ebraico, appartenente alla gerarchia dei demoni di Satana.

## Nella mitologia
La sua origine probabilmente deriva dalla contrazione dell'iranico Aeshma Daeva. La figura viene infatti citata per la prima volta in antichissime tradizioni mitologiche babilonesi e caldaiche del parsismo e del zoroastrismo.
Asmodeo è più noto a noi grazie al deuterocanonico Libro di Tobia. Viene menzionato sia in numerose leggende talmudiche sia nella tradizione demonologica giudaica, secondo le quali Asmodeo fu vinto dal Re Salomone, che lo avrebbe costretto ad edificare per lui il celebre Tempio.
L'etimologia del nome è controversa. Pare che derivi dal persiano ashma daeva, forse spirito del giudizio, oppure da Aeshma-daeva, spirito del furore, espressione spesso usata nelle antiche formule magiche, in riferimento al principe dei demòni. Per altri, Asmodeo discenderebbe dall'aramaico as'medi, cioè distruttore, come si evincerebbe dal Libro di Tobia. Nella stessa letteratura zoroastriana i sette spiriti Aeshma-daeva erano comunque contrapposti a sette corrispettivi testi sacri.
Asmodeo viene considerato, oltre che il demonio della distruzione, anche il signore della cupidigia, dell'ira, della discordia, e della vendetta; è raro, dunque, che ad un uomo venga imposto questo nome.
Il celebre demonologo olandese Wierus lo collocò come un potentissimo re degli inferi, quasi al pari di Lucifero e Satana. Fu associato a Lucifero soprattutto per il suo carattere ribelle e la sua scelta definitiva per le tenebre. Per altri, Asmodeo è lo stesso serpente che sedusse Eva. Altre tradizioni simili lo associano anche a Lilith, la leggendaria moglie ribelle di Adamo prima di Eva, che, condannata all'esilio dall'Eden, si unì appunto con questo demonio.

Alcuni popoli dell'antico Egitto venerarono Asmodeo come protettore del gioco d'azzardo, e gli dedicarono persino un tempio nel deserto di Ryanneh. Lo stesso Giudaismo riuscirà a confondere alcuni spiriti buoni con quelli cattivi, secondo la tradizione ereditata dal dualismo zoroastrico, e scacciare questi ultimi solo attraverso potenti riti di esorcismo.

## Descrizione nel Libro di Tobia
La traccia scritta di Asmodeo è soprattutto in un racconto del Libro di Tobia, citato come potente demonio simbolo della discordia coniugale. Egli uccise tutti i sette mariti di Sara, figlia di Raguele, abitante di Ecbatana, senza che nessuno di essi avesse potuto giacere con lei. Ciò avvenne fino a che Tobia, figlio di Tobi, non ricevette la luce divina dell'Arcangelo Raffaele. Tobia ricevette precise indicazioni dall'angelo su come scacciare tale demonio. Sceso al fiume, venne assalito da un pesce che cercò di mozzargli il piede. Tobia cercò di difendersi, ma Raffaele lo fermò: "Afferra il pesce e non lasciarlo sfuggire". Il giovane afferrò il pesce e lo trasse a riva. L'angelo continuò con le istruzioni: "Aprilo e togline il fiele, il cuore e il fegato; mettili in disparte e getta via invece gli intestini. Il fiele, il cuore e il fegato possano essere utili medicamenti". Tobia fece quanto gli venne ordinato, quindi accompagnato dall'angelo proseguì la sua strada ma chiese: "Che rimedio può esserci nel cuore, nel fegato e nel fiele del pesce?".

La risposta fu: "Quanto al cuore e al fegato, ne puoi fare suffumigi in presenza di una persona, uomo o donna, invasata dal demonio o da uno spirito cattivo e cesserà in essa ogni vessazione e non ne resterà più traccia alcuna".

Quando l'angelo invitò Tobia a chiedere in sposa Sara, egli, che ne conosceva la storia, disse: "Ho sentito dire che essa è già stata data in moglie a sette uomini ed essi sono morti nella stanza nuziale la notte stessa in cui dovevano unirsi a lei. Ho sentito inoltre dire che un demonio le uccide i mariti. Per questo io ho paura. Il demonio è geloso di lei, a lei non fa del male, ma se qualcuno le si vuole accostare, egli lo uccide. Io sono l'unico figlio di mio padre. Ho paura di morire e di condurre così alla tomba la vita di mio padre e di mia madre per l'angoscia della mia perdita. Non hanno un altro figlio che li possa seppellire".

L'angelo Raffaele rispose: "Hai forse dimenticato i moniti del tuo casato? Ascoltami, dunque, o fratello: non preoccuparti di questo demonio e sposala. Sono certo che questa sera ti verrà data in moglie. Quando però entri nella camera nuziale, prendi il cuore e il fegato del pesce e mettine un poco sulla brace degli incensi. L'odore si espanderà, il demonio lo dovrà annusare e fuggirà e non comparirà più intorno a lei. Poi, prima di unirti con essa, alzatevi tutti e due a pregare. Supplicate il Signore del cielo perché venga su di voi la sua grazia e la sua salvezza. Non temere: essa ti è stata destinata fin dall'eternità. Sarai tu a salvarla. Ti seguirà e penso che da lei avrai figli che saranno per te come fratelli. Non stare in pensiero".

Tobia quindi si presentò da Sara per reclamarla in moglie, come era nel suo pieno diritto per la legge del levirato. Il demonio Asmodeo fu quindi trasportato e legato a dei lacci in una zona nei pressi dell'Alto Egitto. Il Libro di Tobia è la testimonianza che la figura di Asmodeo fu ereditata dalla antica mitologia iranica antica e adottata dal giudaismo post-esilico. Nella letteratura rabbinica diviene infine il massimo di tutti gli spiriti malvagi. Sotto certi aspetti mitologici, Asmodeo ricorda anche la figura demoniaca degli antichi Assiri chiamata Pazuzu benché quest'ultimo compaia anche in ruoli positivi, come spirito feroce ma moralmente neutrale contrapposto alla sempre malvagia demone femmina Lamashtu, mentre Asmodeus non compare mai con connotazioni positive, in nessun testo.

## Tradizioni successive
Nell'astrologia medioevale Asmodeo fu poi associato alle ore del tempo. Si poteva presentare attraverso sibili, fischi o suoni alterati provenienti da varia energia, lampade, scintille, oggetti vari, a cadenze di ore o giorni alterni, mai consecutivi, e dei quali non si riesce a capire la provenienza.

In altre tradizioni Asmodeo è un potente demonio-insegnante, educatore della geometria, matematica, astronomia.

## Nella cultura di massa
- Giordano Berti ne I mondi ultraterreni (Mondadori, Milano 1998) cita un grimorio, intitolato "Il Testamento di Salomone", nel quale Asmodeus si presenta dinanzi a chi lo evoca per metà sotto forma di Angelo e per metà di uomo; passa il suo tempo a complottare per distruggere l'armonia matrimoniale o per distruggere la bellezza delle fanciulle ancora vergini. Lo stesso Berti riporta anche un documento, conservato alla Biblioteca Nazionale di Parigi, datato 19 maggio 1629, che recherebbe la firma di Asmodeus; il demonio prometterebbe di abbandonare il corpo di suor Jeanne des Anges, monaca nel convento di Loudun. La falsità del documento è nota: fu redatto dalla stessa Jeanne dietro suggerimento del Consigliere di Stato, che grazie a questo e altri documenti contraffatti, riuscì a mandare al rogo il prete libertino Urbain Grandier.

Da questa complessa vicenda derivano:
1. Un romanzo di Aldous Huxley, I diavoli di Loudun (1957);
2. Un film di Ken Russell, I diavoli (GB 1971);
3. Un'opera musicale di K. Penderecki, Die Teufel von Loudon (1969)

- Ad Asmodeo è intitolato l'asteroide 2174 Asmodeus.
- Il diavolo Asmodeo è anche uno dei protagonisti della pellicola Mia moglie è una strega, interpretato da Helmut Berger.
- Asmodeo compare in alcuni episodi della webserie animata Helluva Boss creata da Vivienne Medrano, dove è il re del girone della lussuria. Nell'episodio 7 della prima stagione, lo si incontra come un facoltoso e lussurioso proprietario di un locale a luci rosse, mentre cerca di corrompere la relazione romantica dei due imp co-protagonisti, Millie e Moxxie. Questo per confermare l'idea, nella cultura di massa, che Asmodeo punta a pervertire i sentimenti degli altri, anche se questi sono altri abitanti dell'inferno. Nell'episodio 6 della seconda stagione, lo si vede nella sua vita quotidiana, condivisa con il suo fidanzato Fizzarolli, ma, essendo il principe della lussuria, la quale non prevede l'amore, passerebbe per ipocrita se l'inferno scoprisse della loro relazione segreta. Si scopre che gestisce una fabbrica di sex toys aiutato da operai succubi. Nell'episodio 7 della seconda stagione, è intento a consolare Fizzarolli, e a convincerlo che non è giusto che debba obbligarsi ad essere costantemente perfetto per Mammon, per il quale Fizzarolli lavora, tanto che ricorrerà all'aiuto del perdonato Blitz.
- È presente nella serie The Ignea Chronicles dove è un membro dei 7 Peccati.
- Asmodeo compare nel film L'esorcista del papa, nel quale è l'antagonista principale. Egli possiede un bambino ed è richiesto l'intervento di Gabriele Amorth per esorcizzarlo, interpretato da Russell Crowe.
- Asmodeo compare nel film Paranormal Activity - Parente prossimo. Esso viene rinchiuso nel corpo di una donna e di figlia in figlia viene tenuto prigioniero nel suo corpo.

- Nella serie di libri di shadowhunters e nell'omonima serie tv Asmodeo è uno dei principi dell'inferno e padre di Magnus Bane.

- Nel gioco di ruolo Dungeons & Dragons è presente un personaggio con il medesimo nome e un'avventura che porta il suo titolo chiamata: Chains of Asmodeus.[5]

- Appare nella serie Supernatural.[senza fonte]